# Nachlassverbindlichkeit
Unter einer Nachlassverbindlichkeit versteht man im deutschen Erbrecht die Verbindlichkeiten, für die der Erbe den Nachlassgläubigern gegenüber haftet (§ 1967 Abs. 1 BGB).
Nachlassverbindlichkeiten können sein:
- Erblasserschulden, die der Erblasser noch zu Lebzeiten eingegangen ist bzw. die noch zu Lebzeiten des Erblassers entstanden sind (§ 1967 Abs. 2 Fall 1 BGB),
- Erbfallschulden, insbesondere Verbindlichkeiten aus Pflichtteilsrechten, Vermächtnissen und testamentarischen Auflagen (§ 1967 Abs. 2 Fall 2 BGB),
- Nachlasserbenschulden, soweit sie als Nachlassverbindlichkeiten zu qualifizieren sind,[1]
- der Voraus nach § 1932 BGB,
- die Beerdigungskosten nach § 1968 BGB,
- der Dreißigste nach § 1969 BGB,
- Zugewinnausgleichsansprüche des überlebenden Ehegatten oder Lebenspartners,
- Kosten der Testamentsvollstreckung,
- Kosten der Testamentseröffnung.

## Haftungsbeschränkung bei Erbschaften
Steht die Überschuldung fest, kann der Erbe beim Nachlassgericht eine Nachlassinsolvenz beantragen. Wenn diese eröffnet wird, ist die Haftung des Erben auf den Wert das Nachlasses beschränkt. Wird die Eröffnung abgelehnt (meist mangels Masse), steht dem Erben die sogenannte Dürftigkeitseinrede offen, die mit dem Nichteröffnungsbeschluss zu belegen ist. Die Kosten eines nichteröffneten Nachlassinsolvenzverfahrens sind kaum höher als die einer Erbausschlagung.
Steht die Überschuldung nicht fest, weil dem Erben nicht bekannt ist, wie viel Aktivnachlass vorhanden ist, ist die Alternative zur Nachlassinsolvenz die Beantragung einer Nachlassverwaltung. Der Effekt ist derselbe wie bei der Nachlassinsolvenz.
Steht die Überschuldung nicht fest, weil die Schulden dem Erben nicht bekannt sind, ist ein Aufgebot der Gläubiger der Antrag der Wahl. Das hat den Effekt, dass alle Gläubiger, die sich nicht bis zum Aufgebotstermin melden, nur noch auf den Nachlass zugreifen können und dort auch nur auf das, was nach Befriedigung der anderen Gläubiger verbleibt. Das bedeutet für den Erben nach dem Aufgebotstermin Sicherheit. Entweder ist dann bekannt, dass der Nachlass überschuldet ist, sodann wäre nun eine Nachlassinsolvenz zu empfehlen. Oder der Nachlass ist aufgrund der dann feststehenden Schulden nicht überschuldet, dann ist der Erbe wegen der Wirkung des Ausschlussurteils auf der sicheren Seite.
Der manchmal erteilte Ratschlag, ein Nachlassinventar zu errichten, hat außer Kosten kaum positiven Effekt, weil die Haftung dadurch gerade noch nicht beschränkt wird. Das Inventar ist nur dann zu errichten, wenn ein Gläubiger es beantragt. Dann allerdings ist der Erbe dazu verpflichtet, weil er sonst jede Möglichkeit der Haftungsbeschränkung verliert. Solange ein solcher Antrag nicht vorliegt, ist das Inventar nur wichtig, wenn der Erbe fürchtet, später nicht mehr beweisen zu können, dass ein Gegenstand zum Nachlass und nicht etwa zum Eigenvermögen des Erben gehört.
Für bestimmte Schulden haftet der Erbe von vorneherein nur mit dem Wert des Nachlasses, z. B. für Sozialhilfe (§ 102 Abs. 2 SGB XII) oder die Kosten einer vorangegangenen Betreuung des Verstorbenen (§ 1836e BGB).